# セルヴァーンスキ・エンドレ
セルヴァーンスキ・エンドレ（ハンガリー語: Szervánszky Endre、1911年12月27日 - 1977年6月25日）は、ハンガリーの作曲家。

## 経歴
1911年、現ブダペストのキステテニー (Kistétény) で生まれた。子供のころよりクラリネットを演奏し、1922年から1927年までリスト音楽院で学んだ。プロの演奏家として数年間過ごしたのち、1931年に作曲を学ぶために音楽院に戻った。1930年代はラジオ局のオーケストレーターとして働き、後にリスト音楽院の作曲学部の教員となった。

## 作曲作品とその特徴
作風はバルトーク・ベーラやコダーイ・ゾルターンのように民謡の影響を強く受けたものである。後年には十二音技法を取り入れた。
作品
- フルート協奏曲（1950)
- 木管五重奏曲第1番(1953)
- 管弦楽のための協奏曲（1954）
- 管弦楽のための6つの小品（1959）
- レクイエム（1963）
- クラリネット協奏曲（1965）

## 文献
- Don Randel, The Harvard Biographical Dictionary of Music. Harvard, 1996, p. 895.